# Sky & Telescope
Sky & Telescope – amerykański miesięcznik popularnonaukowy o tematyce astronomicznej. Czasopismo zaczęto wydawać w 1941 roku w wyniku połączenia dwóch niezależnych magazynów The Sky oraz The Telescope. 
Miesięcznik ten skierowany jest głównie do astronomów amatorów i miłośników astronomii. 
Przeważnie ukazują się w nim artykuły na temat aktualnych wydarzeń astronomicznych, nowych pozycji książkowych, oprogramowania komputerowego i astrofotografii.